# Liste der Kulturdenkmale in Barlt
In der Liste der Kulturdenkmale in Barlt sind alle Kulturdenkmale der schleswig-holsteinischen Gemeinde Barlt (Kreis Dithmarschen) aufgelistet (Stand: 10. März 2025).

## Legende
In den Spalten befinden sich folgende Informationen:
- Objekt-ID: die Nummer des Kulturdenkmales
- Lage: die Adresse des Kulturdenkmales und die geographischen Koordinaten. Kartenansicht, um Koordinaten zu setzen. In der Kartenansicht sind Kulturdenkmale ohne Koordinaten mit einem roten Marker dargestellt und können in der Karte gesetzt werden. Kulturdenkmale ohne Bild sind mit einem blauen Marker gekennzeichnet, Kulturdenkmale mit Bild mit einem grünen Marker.
- Offizielle Bezeichnung: Bezeichnung des Kulturdenkmales
- Beschreibung: die Beschreibung des Kulturdenkmales
- Bild: ein Bild des Kulturdenkmales

## Sachgesamtheiten
| Objekt-ID      | Lage                                   | Offizielle Bezeichnung  | Beschreibung | Bild                             |
| -------------- | -------------------------------------- | ----------------------- | --- | -------------------------------- |
| 40392 Wikidata | Dorfstraße (54° 0′ 41″ N, 9° 3′ 22″ O) | Kirche St. Marien Barlt | Kirche St. Marien mit Ausstattung, Glockenturm, Kirchhof, Grabmale bis 1870; Aktualisierung vorgesehen - Begründung: geschichtlich, künstlerisch, städtebaulich, Kulturlandschaft prägend | weitere Fotos \| Fotos hochladen |

## Bauliche Anlagen
| Objekt-ID     | Lage                                       | Offizielle Bezeichnung            | Beschreibung | Bild                             |
| ------------- | ------------------------------------------ | --------------------------------- | --- | -------------------------------- |
| 8784 Wikidata | Dorfstraße 13 (54° 0′ 54″ N, 9° 3′ 30″ O)  | Gaststätte "Harmonie"             | Gaststätte; 1897; ziegelsichtiger zweigeschossiger Massivbau mit Gesimsgliederung und Kompositdach mit Ziergesprenge, fünfachsiger Giebel mit Querverbreiterungsbau, rückwärtig mit großem zweigeschossigem Saalbau mit hölzerner Galerie; rückwärtiger Bühnen- und Seitenanbau mit Pultdächern, Wirtswohnung - Begründung: geschichtlich, städtebaulich, Kulturlandschaft prägend - Schutzumfang: Gaststätte "Harmonie", - Denkmaltyp: Bauliche Anlage | BW                               |
| 553 Wikidata  | Dorfstraße (54° 0′ 41″ N, 9° 3′ 22″ O)     | Kirche St. Marien mit Ausstattung | Alteintragung (Aktualisierung vorgesehen) - Begründung: geschichtlich, künstlerisch, städtebaulich - Schutzumfang: Kirche St. Marien mit Ausstattung, Glockenturm - Denkmaltyp: Bauliche Anlage, Sachgesamtheit: Kirche St. Marien Barlt | weitere Fotos \| Fotos hochladen |
| 552 Wikidata  | Dorfstraße 50 (54° 0′ 38″ N, 9° 3′ 21″ O)  | Wohnhaus Gustav Frenssen          | Wohnhaus Gustav Frenssen; Alteintragung (Aktualisierung vorgesehen) - Begründung: Alteintragung (Aktualisierung vorgesehen) - Schutzumfang: Alteintragung (Aktualisierung vorgesehen) - Denkmaltyp: Bauliche Anlage | Fotos hochladen                  |
| 554 Wikidata  | Mühlenstraße 5 (54° 0′ 59″ N, 9° 3′ 43″ O) | Windmühle „Ursula“                | Alteintragung (Aktualisierung vorgesehen) - Begründung: geschichtlich, technisch - Schutzumfang: gesamtes Objekt - Denkmaltyp: Bauliche Anlage | weitere Fotos \| Fotos hochladen |

## Gründenkmale
| Objekt-ID      | Lage                                   | Offizielle Bezeichnung | Beschreibung | Bild                             |
| -------------- | -------------------------------------- | ---------------------- | --- | -------------------------------- |
| 19662 Wikidata | Dorfstraße (54° 0′ 41″ N, 9° 3′ 22″ O) | Kirchhof               | Alteintragung (Aktualisierung vorgesehen) - Schutzumfang: Kirchhof, Grabmale bis 1870 - Begründung: geschichtlich, Kulturlandschaft prägend - Denkmaltyp: Gründenkmal, Sachgesamtheit: Kirche St. Marien Barlt | weitere Fotos \| Fotos hochladen |

## Quelle
- Liste der Kulturdenkmale in Schleswig-Holstein – Kreis Dithmarschen (PDF)

- Karte mit allen Koordinaten:
- OSM |
- WikiMap